# Istituto Patria
L'Istituto Patria (Instituto Patria in spagnolo) è un think tank argentino con sede a Buenos Aires. I suoi obbiettivi sono la promozione del pensiero latinoamericano, la ricerca dei processi politici della regione e lo sviluppo di politiche inclusive. Patria è l'acronimo di Pensamiento, Acción y Trabajo para la Inclusión Americana (Pensiero, Azione e Lavoro per l'Inclusione Americana).

## Storia
L'Istituto Patria è stato fondato il 7 aprile 2016 dall'ex presidente argentina Cristina Fernández de Kirchner.